# Jollibee
Jollibee es una franquicia multinacional de restaurantes de comida rápida con sede en Filipinas. Considerada la mayor cadena del sector en su país, con más de 1300 restaurantes en setenta países, su carta consta de platos adaptados al cliente filipino como hamburguesas, pollo frito, espaguetis y fideos. La empresa pertenece a la matriz Jollibee Foods Corporation (JFC) que también gestiona las cadenas Chowking (cocina china), Greenwich (cocina italiana), Red Ribbon (bollería) y Mang Inasal (barbacoa), así como la franquicia de Burger King en Filipinas. 

## Historia
La empresa fue fundada en 1975 por Tony Tan Caktiong y sus orígenes se encuentran en una heladería de Ciudad Quezon, que con el paso del tiempo amplió su carta a otros productos de comida rápida. Tres años después, un consultor les recomendó que el negocio debía centrarse en vender perritos calientes y hamburguesas, ya que eran los productos con más mercado potencial en esa zona. En 1978, Caktiong fundó la empresa Jollibee Foods Corporation y expandió su negocio de restaurantes Jollibee en todo el área metropolitana de Manila.
Jollibee logró convertirse en la mayor franquicia de comida rápida de Filipinas en la década de 1980. El grupo emuló medidas que funcionaban en Estados Unidos, como las promociones o el sistema de trabajo, y las adaptó al mercado filipino para hacer de Jollibee una cadena orientada al público familiar. Además, empezó a abrir restaurantes en régimen de franquicia. En 1981 se alzó con el primer puesto en cuota de mercado por encima de McDonald's, y en 1986 inició su expansión internacional con una apertura en Taipéi, República de China.
A partir de los años 1990, Jollibee diversificó su negocio a otras cadenas de restauración. En 1994 compró Greenwich Pizza, especializada en pizzas y pasta italiana; en el 2000 se hizo con Chowking (cocina china) y Red Ribbon (bollería), y en el 2010 tomó las riendas de la parrillería filipina Mang Inasal. Por otro lado, en 2011 llegó a un acuerdo para asumir BK Titans, la compañía que gestiona las franquicias de Burger King en Filipinas.
Con más de mil restaurantes desde 2017, la compañía consolidó su expansión con aperturas en Europa y Estados Unidos. En 2021 llegó a España, su primer país dentro del mercado europeo, con una apertura en Madrid.

## Productos

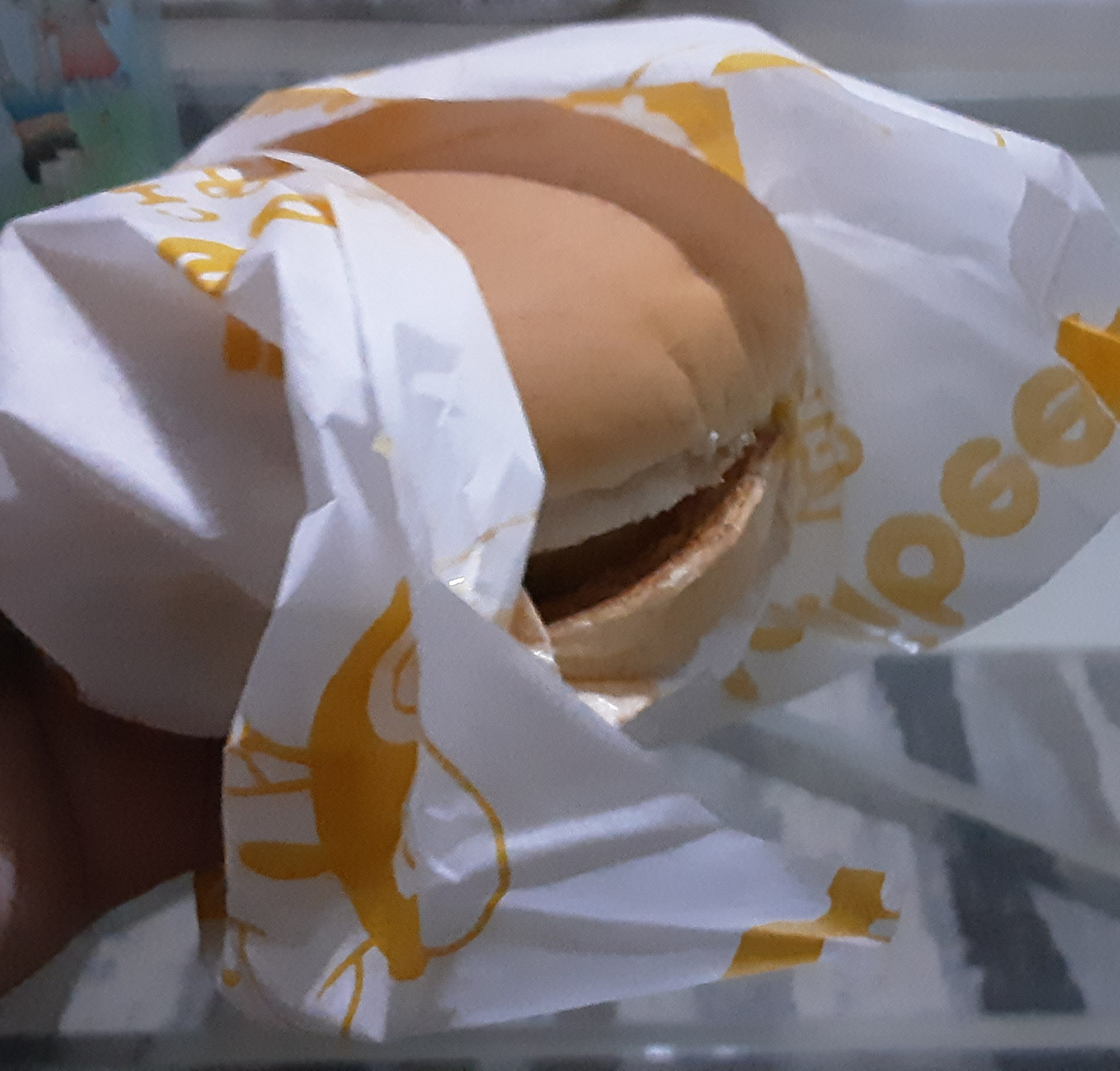
Cheesy Yumburger

El menú de Jollibee combina platos tradicionales de la comida rápida estadounidense con recetas adaptadas al cliente filipino. Entre los productos más vendidos cabe destacar la hamburguesa Yumburger; el pollo frito Chickenjoy servido con salsa gravy; los espagueti Jolly Spaghetti, una versión filipina con salsa boloñesa dulce; y el palabok, una variante del pancit filipino con fideos fritos. Además se venden guarniciones y postres. En su país de origen Jollibee tiene un acuerdo exclusivo con Coca-Cola para la venta de refrescos, mientras que en los mercados internacionales la cadena sirve bebidas de PepsiCo.
La mascota de Jollibee es una abeja sonriente con traje rojo que, en palabras de la empresa, representa el carácter optimista del pueblo filipino.